# Stadionul Orășenesc (Hîncești)
Stadionul Orășenesc – stadion sportowy w Hîncești, w Mołdawii. Został wybudowany w latach 1969–1974 i zainaugurowany w roku 1975. Obiekt może pomieścić 1000 widzów. Swoje spotkania rozgrywają na nim piłkarze klubu Petrocub Hîncești.